# روستا اوک‌کریک (آریزونا)
روستا اوک‌کریک (به انگلیسی: Village of Oak Creek) یک حوزه سرشماری در ایالات متحده آمریکا است که در شهرستان یاواپای، آریزونا واقع شده‌است. روستا اوک‌کریک ۱۳٫۶۱ کیلومتر مربع مساحت و ۲٬۳۸۰ نفر جمعیت دارد و ۱٬۲۵۱ متر بالاتر از سطح دریا واقع شده‌است.